# La badessa di Castro
La badessa di Castro (L'Abbesse de Castro) è un romanzo breve dello scrittore francese Stendhal, pubblicato per la prima volta nel 1839. 
È ritenuto dalla critica la prova generale de La Certosa di Parma.

## Storia editoriale
La badessa di Castro fu pubblicato a puntate nella rivista Revue des Deux Mondes - nei numeri del 1º febbraio 1839 e del 1º marzo 1839 - a firma di "F. de Lagenevais". Lo stesso anno Stendhal lo inserì nella raccolta di racconti intitolata L'abbesse de Castro, assieme a due altri racconti apparsi anonimi sulla Revue des Deux Mondes: «Vittoria Accoramboni, duchesse de Braciano» e «Les Cenci: 1599». Il racconto entrò a far parte delle Cronache italiane, la raccolta di racconti pubblicata postuma in volume nel 1855 a cura di Romain Colomb, cugino ed esecutore testamentario di Stendhal. Infine, fa parte dell'edizione definitiva delle Cronache italiane, curata da Henri Martineau per la Bibliothèque de la Pléiade.

## Trama
La voce narrante utilizza l'artificio di tradurre un manoscritto italiano della seconda metà del XVI secolo nel quale era descritto l'amore travagliato tra Elena di Campireali, una fanciulla di illustri origini di Albano, e Giulio Branciforte, figlio di un brigante protetto dai Colonna. Al principio, Giulio, ventiduenne, corteggia la diciassettenne Elena, appena ritornata dal convento di Castro nel quale ha studiato. Il padre e il fratello di lei cercano di uccidere lo spasimante in un'imboscata; ma la fanciulla, che ammira l'ardore di Giulio, lo salva e fugge con lui. In seguito, Giulio uccide in un duello Fabio, il fratello di Elena, ed è costretto ad allontanarsi da Albano.
Elena viene chiusa nel convento della Visitazione di Castro, che è sotto la giurisdizione della sua famiglia. Giulio riesce a mettersi in contatto epistolare con Elena proponendole di fuggire assieme. Lei accetta ma il progetto non avrà successo. Giulio, che è rimasto ferito durante il tentativo di rapimento-fuga, viene portato lontano dai Colonna. La madre di Elena fa credere alla figlia che Giulio è morto; ugualmente, la stessa fa credere a Giulio che Elena si è ormai sposata con un altro. Giulio, sul quale peraltro pende una condanna a morte, si rifugia in Messico, assume un altro nome e combatte per dieci anni nelle file dell'esercito spagnolo compiendo imprese audaci. Elena, che lo crede morto, cerca di vendicarsi degli altri e, con l'aiuto della madre che riesce a corrompere il vecchio cardinale de' Santi Quattro, riesce a diventare badessa del convento di Castro.
Elena allaccia una relazione con monsignor Francesco Cittadini, nobile milanese e vescovo di Castro, "il più bell'uomo della corte pontificia". Elena, rimasta incinta, è costretta a rivolgersi a una levatrice e a confidare il segreto della sua gravidanza a due sue consorelle. Scoperti, i due amanti vengono denunciati e processati dal tribunale dell'Inquisizione, diretto dal cardinale Farnese. Il vescovo Cittadini è condannato alla prigione perpetua in Castel Sant'Angelo, la badessa al carcere a vita nel convento di Santa Marta. La signora di Campireali incomincia a far scavare un passaggio sotterraneo per far evadere la figlia. Quando la salvezza sembra ormai vicina, Elena apprende dalla madre che Giulio è tornato dal Messico e la sta cercando. Sopraffatta dai sensi di colpa, Elena decide di morire: scrive una lunga e sincera lettera all'amato per poi uccidersi con un colpo di daga al cuore.

### Le fonti di ispirazione
La vicenda del romanzo ha quasi sicuramente un fondamento storico. Pare, infatti, che Stendhal (amante della cultura e della storia italiana, nonché biografo di Gioacchino Rossini e conoscitore dei castelli romani), durante un suo soggiorno in Italia nel 1833 si fosse ritrovato in possesso di alcune carte contenenti informazioni su pene capitali e relazioni di omicidi, entrambe di epoca rinascimentale.
Di questi curiosi documenti si era fatto trascrivere quattro cronache in particolare: Vittoria Accoramboni, I Cenci, La duchessa di Palliano e La badessa di Castro, pubblicate in rivista nel 1839 e poi in un unico volume.

### L'ambientazione del romanzo
Nel romanzo ci sono continui riferimenti al lago Albano, alla foresta di Fajola, sfondo selvaggio della vicenda, che l'autore deve avere visto coi suoi occhi (pare si svolga precisamente nella campagna prenestina della Roma del Cinquecento) e non dimentichiamo che Stendhal sostenne che la più bella foresta italiana fosse quella corrispondente all'odierna Ariccia.

## Opere derivate
Dal racconto di Stendhal sono stati tratti due film:
- La badessa di Castro, film del 1974, diretto dal regista Armando Crispino e interpretato, fra gli altri, da Pier Paolo Capponi, Barbara Bouchet e Mara Venier[8][9];
- Il falco e la colomba, una miniserie televisiva in 6 puntate trasmessa nel 2009 su Canale 5 diretta da Giorgio Serafini, che ha come protagonisti Giulio Berruti nel ruolo del brigante Branciforte e Cosima Coppola nel ruolo di Elena di Campireali[10][11].

## Edizioni (in italiano)
- Elena di Campireali, Abbadessa di Castro: strenna per l'anno 1858; opera tradotta e rielaborata da Felice Venosta, da un originale di Stendhal; Milano: presso G. Canadelli e C., 1858
- L'abbadessa di Castro; La duchessa di Paliano: racconti, Coll. Biblioteca universale n. 215, Milano: Edoardo Sonzogno Editore, 1892
- La badessa di Castro, Torino, Casa Editrice A.B.C., 1933.
- La Badessa di Castro, prefazione e trad. Pietro Paolo Trompeo, Collana Narratori Stranieri Tradotti n.16, Torino, Einaudi, 1942,  p. 95. Collana Universale n.43, Einaudi, 1960; Collana Centopagine n.14, Einaudi, 1972.
- in  Cronache italiane e altri racconti d'Italia, traduzione di Cesare Giardini, Biblioteca Universale Rizzoli n.1414-1418, Rizzoli, 1959.
- in  Cronache italiane, traduzione di Clemente Fusero, Collezione I corvi n.22, sezione verde n.2, Milano, Dall'Oglio, 1961-1970.
- La badessa di Castro, traduzione di Leonella Prato Caruso, Milano, Rusconi, 1990.
- L'Abbesse de Castro. La badessa di Castro, traduzione di e cura di Franca Zanelli Quarantini, Collana ETascabili.Serie bilingue, Torino, Einaudi, 1993,  p. 247, ISBN 88-06-12968-6.
- in  Cronache italiane, introduzione di Dominique Fernandez, trad. Maurizio Grasso, Roma, Newton Compton, 1993.
- in  Cronache italiane. Passioni e delitti nella Roma dei Papi, presentazione e trad. di Gabriella Pesca Collina, Bussolengo (Varese), Demetra, 1997.
- La Badessa di Castro, traduzione di Juan A. Teiera, Collana Highlander, Marina di Massa, Edizioni clandestine, 2003,  p. 112, ISBN 88-87899-41-X.
- La badessa di Castro, traduzione di Tatiana Menel; illustrazioni di Sabina Zocchi; con un saggio introduttivo di Aldo Onorati, Albano Laziale, Anemone purpurea, 2005, ISBN 88-89788-02-X.
- La badessa di Castro, premessa, introduzione, adattamento, note e pagine operative a cura di Emanuelita Vecchio, Pozzuoli, Fratelli Ferrari, 2007, ISBN 978-88-7276-711-5.
- in  Romanzi e racconti III, introduzione e note a cura di Mariella Di Maio, trad. Maurizio Cucchi, Collana I Meridiani, Milano, Arnoldo Mondadori Editore, 2008, ISBN 978-88-04-56244-3.
- La badessa di Castro, traduzione di Airina Santonocito, Collana Gemme, Milano, Leone, 2014,  p. 120, ISBN 978-88-6393-166-2.